# Kwajok
Koordinaten: 8° 18′ N, 27° 59′ O
Kwajok (auch Kuajok) ist die Hauptstadt des Warrap im Südsudan.
Der Ort liegt nördlich von Wau im Gebiet der Rek, einer Untergruppe der Dinka. 1923 wurde hier die zweite katholische Missionsstation im Dinka-Gebiet gegründet.
Im Sezessionskrieg im Südsudan wurde Kwajok  laut Augenzeugenberichten im Mai 1995 von Paramilitärs im Dienste der sudanesischen Regierung (den Popular Defence Forces) angegriffen, die Vieh raubten und Frauen und Kinder als Sklaven entführten.
Im Mai 2008 lebten zahlreiche Binnenvertriebene in und um Kwajok, die vor Kämpfen in anderen Teilen des Bundesstaates Warrap sowie aus dem umstrittenen Gebiet Abyei geflohen waren. Hinzu kamen Ende 2010, im Vorfeld des Unabhängigkeitsreferendums im Südsudan, Tausende aus dem Nordsudan zurückkehrende Südsudanesen.